# Andropogon simplex
Andropogon simplex är en gräsart som beskrevs av Heinrich Christian Friedrich Schumacher. Andropogon simplex ingår i släktet Andropogon och familjen gräs. Inga underarter finns listade i Catalogue of Life.